# Kouřim
Kouřim (deutsch Gurim (1391), auch Kurim (1088), Curim (1167), Kaurzim, Kaurim) ist eine Kleinstadt in Mittelböhmen mit etwa 1800 Einwohnern.

## Geschichte
Kouřim gilt als eine der ältesten Städte Böhmens. Bereits zur Zeit der slawischen Landnahme wurde auf einem Hügel südöstlich der heutigen Stadt eine große, von einem Wall umgebene Siedlung angelegt. Sie soll ursprünglich von Čechs Bruder Lech gegründet worden sein, später war sie das Zentrum des Stammes der Zlitschanen. Um die Mitte des 10. Jahrhunderts endet die Besiedelung von „Alt Kouřim“ (tschechisch Stará Kouřim) und die Stadt wurde in die Ebene an den Fluss Kouřimka verlegt.
Urkundlich ist Kouřim zum ersten Mal 1130 erwähnt, als Besitz des Kapitels von Vyšehrad. Ab etwa 1200 gehörte die Stadt den Diepoldingern, ab 1261 ist sie zur Königsstadt belegt. Etwa zu dieser Zeit wurde auch die gotische Stephanskirche gebaut, die heute noch eine Dominante der Stadt darstellt.
Kouřim war das ganze Mittelalter über eine wichtige Stadt, die ihre Position auch nach der hussitischen Zeit beibehalten konnte. Auch in der frühen Neuzeit war sie als Sitz des Kreishauptmanns des Kouřimer Kreises (Kouřimský kraj) noch von Bedeutung, verlor aber im Zeitalter der Industrialisierung den Anschluss an die allgemeine Entwicklung. Seit 1850 der Sitz des Kreises nach Kolín verlegt wurde, nahm die Anzahl der Einwohner stetig ab.
Am 15. Februar 1882 erhielt der Ort durch die Localbahn Peček–Zasmuk mit Abzweigungen Bahnanschluss.
Die mittelalterliche Stadtbefestigung mit dem Prager Tor wurde im Jahr 1995 zum Nationalen Kulturdenkmal erklärt.
Aus der Zeit der mittelalterlichen Stadtbefestigung stammen auch die sehr ausgedehnten, zum Teil  doppeletagigen Keller unter den Häusern rund um den Marktplatz.

## Ortsgliederung
Die Gemeinde Kouřim besteht aus den Ortsteilen Kouřim (Kaurzim) und Molitorov (Müllerhof).

## Wirtschaft
In Kouřim betreibt die schweizerische Lonza AG seit 1992 einen Produktionsstandort für pharmazeutische Grundstoffe.

## Sehenswürdigkeiten
- Stadtbefestigung mit Prager Tor
- Museum der Volksarchitektur – Freilichtmuseum mit Holzbauten aus ganz Böhmen
- Jüdischer Friedhof
- Lechův kámen, Naturdenkmal

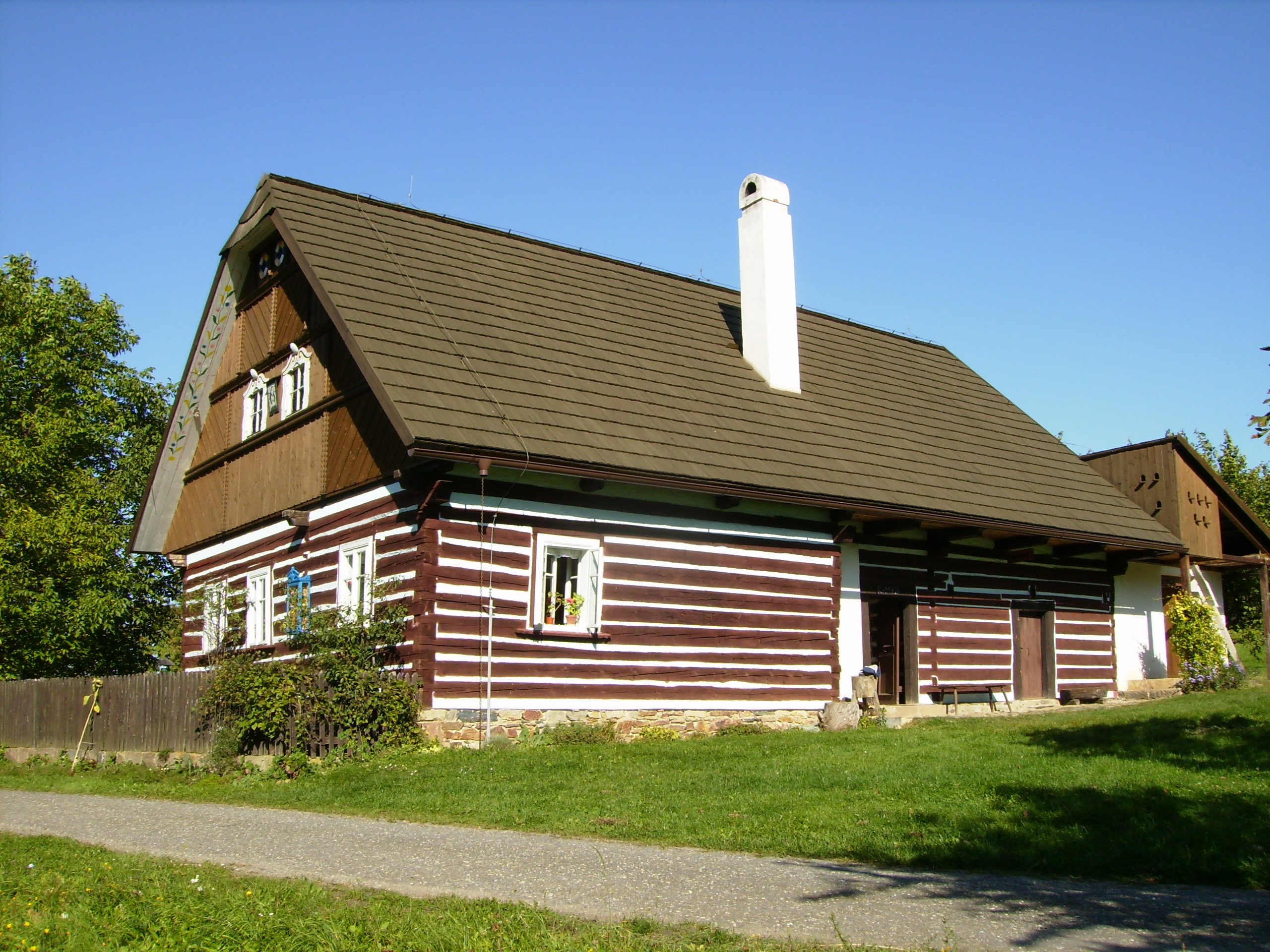
Museum
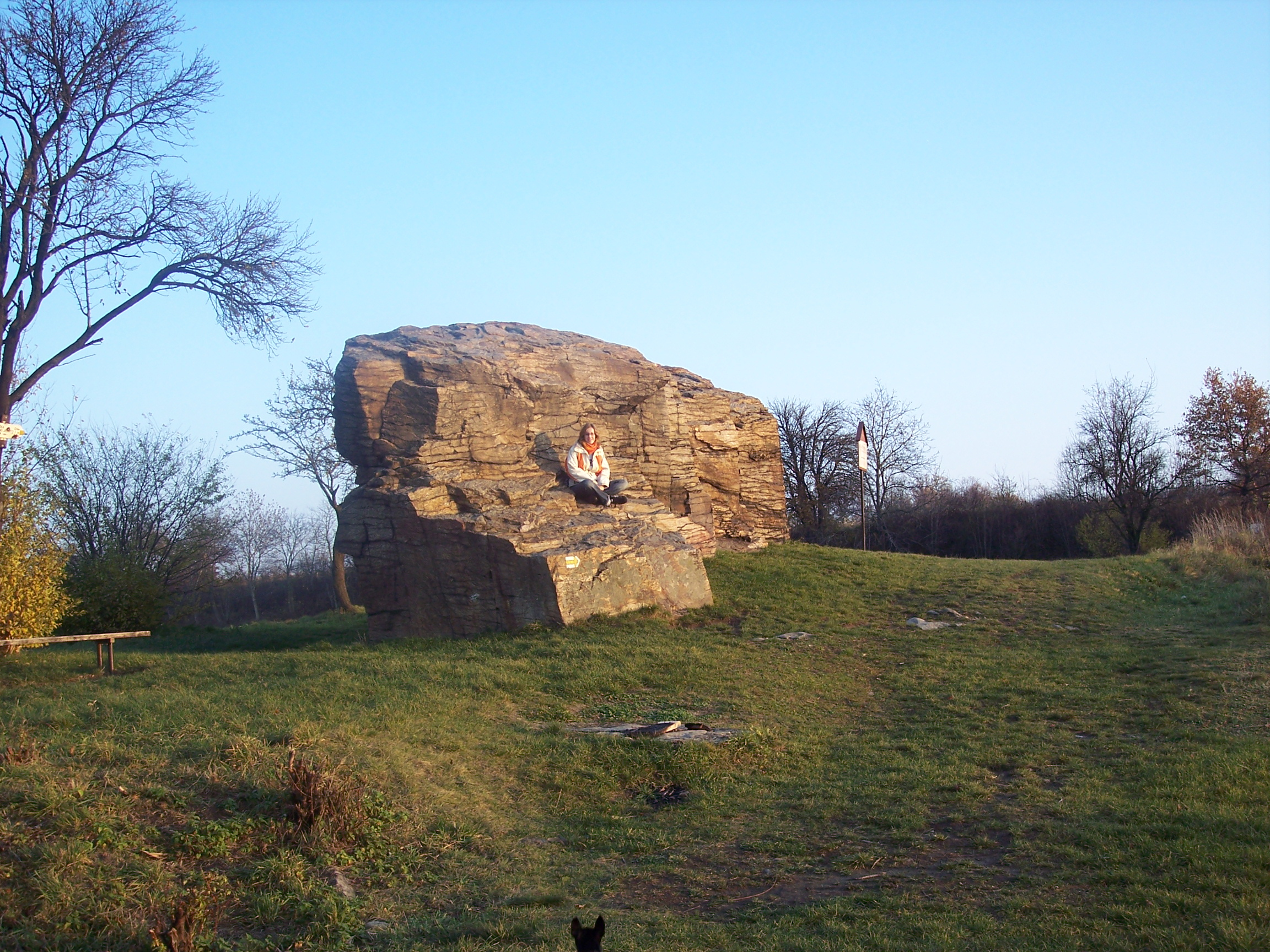
Lechův kámen
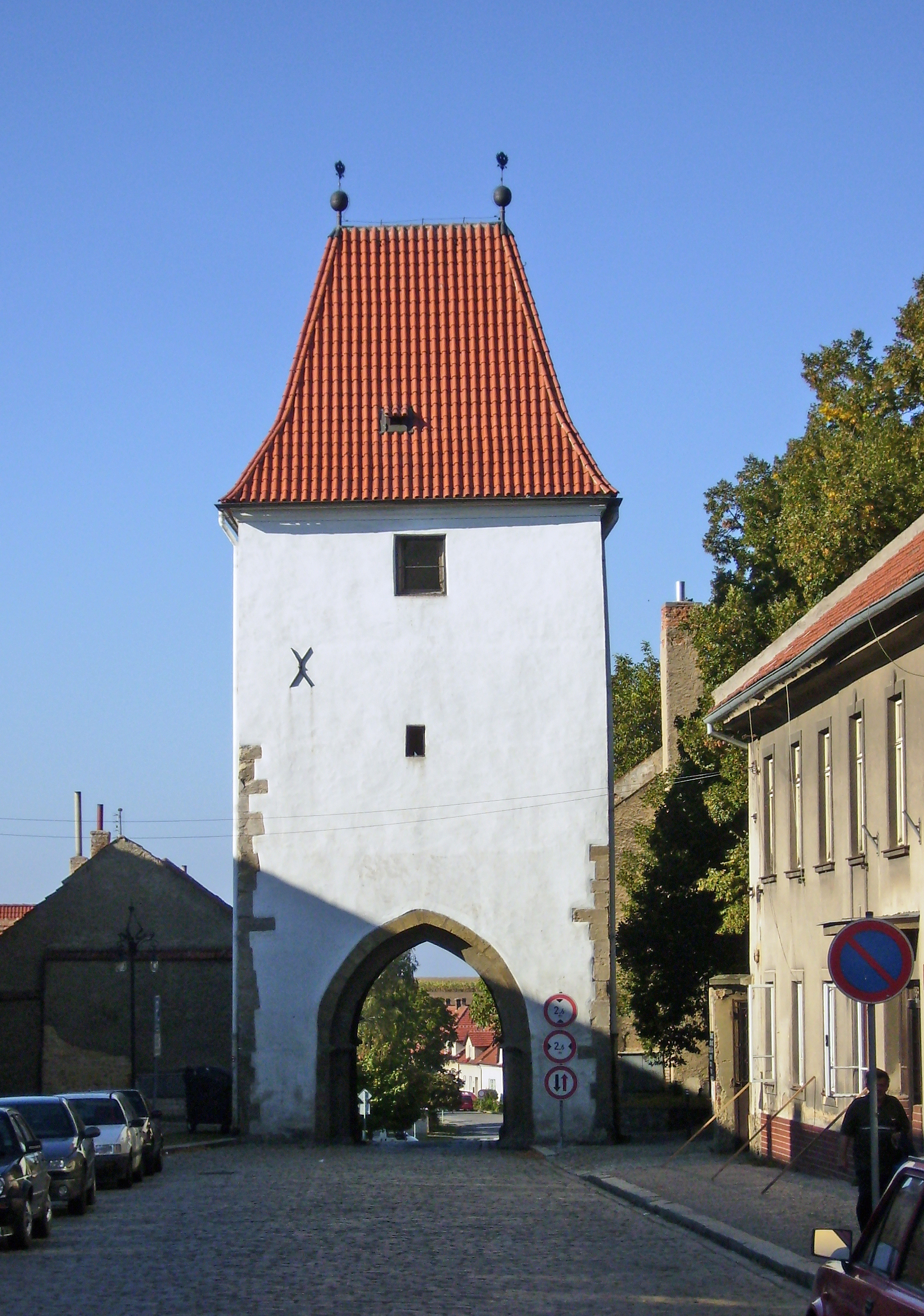
Prager Tor